# ماوریلیو ده زولت
ماوریلیو ده زولت (ایتالیایی: Maurilio De Zolt؛ زادهٔ ۲۹ سپتامبر ۱۹۵۰) اسکی‌باز صحرانوردی اهل ایتالیا بود.